# 古今要览稿
《古今要览稿》是日本19世纪出版的一部具有近代百科全书性质的类书，是当时的幕府命学者屋代弘贤所撰。原计划编写1000卷，但是编写到560卷时由于屋代弘贤逝世而中断。内容主要是对中日的各种知识进行分类解说。